# 4. Biathlon-Weltcup 2022/23 (Pokljuka)
Der 4. Weltcup der Biathlon-Saison 2022/23 fand auf der Hochebene Pokljuka im Nordwesten Sloweniens statt. Es war der Ersatz für den Weltcup von Oberhof, dem traditionell der erste Weltcup des neuen Kalenderjahres zusteht, weil die Weltmeisterschaften 2023 in Oberhof stattfanden. Die Wettkämpfe im Biatlonski stadion wurden vom 2. bis 8. Januar ausgetragen.

## Wettkampfprogramm
| Datum        | Männer    | Männer                    | Frauen                    | Frauen                    |
| ------------ | --------- | ------------------------- | ------------------------- | ------------------------- |
| Do, 05.01.23 |           |                           | 14:20 Uhr                 | Sprint (7,5 km)           |
| Fr, 06.01.23 | 14:20 Uhr | Sprint (10 km)            |                           |                           |
| Sa, 07.01.23 | 14:45 Uhr | Verfolgung (12,5 km)      | 11:30 Uhr                 | Verfolgung (10 km)        |
| So, 08.01.23 | 11:45 Uhr | Single-Mixed-Staffel      | Single-Mixed-Staffel      | Single-Mixed-Staffel      |
| So, 08.01.23 | 14:25 Uhr | Mixedstaffel (4 • 7,5 km) | Mixedstaffel (4 • 7,5 km) | Mixedstaffel (4 • 7,5 km) |

## Teilnehmende Nationen und Athleten
| Nation                | Anzahl               | Athlet | Athletin |
| Europa (22 Nationen)  | Europa (22 Nationen) | Europa (22 Nationen)                                                                                                  | Europa (22 Nationen) |
| --------------------- | -------------------- | --- | --- |
| Belgien               | 2+2                  | Florent Claude, Thierry Langer                                                                                        | Maya Cloetens, Lotte Lie |
| Bulgarien             | 3+3                  | Wladimir Iliew, Anton Sinapow, Blagoj Todew                                                                           | Lora Christowa, Walentina Dimitrowa, Milena Todorowa                                                                                     |
| Deutschland           | 6+6                  | Benedikt Doll, Philipp Horn, Johannes Kühn, Roman Rees, Justus Strelow, David Zobel                                   | Denise Herrmann-Wick, Janina Hettich-Walz, Vanessa Hinz, Sophia Schneider, Vanessa Voigt, Anna Weidel                                    |
| Estland               | 3+4                  | Robert Heldna, Tuudor Palm, Rene Zahkna                                                                               | Susan Külm, Regina Ermits, Johanna Talihärm, Tuuli Tomingas                                                                              |
| Finnland              | 4+4                  | Tuomas Harjula, Olli Hiidensalo, Heikki Laitinen, Jaakko Ranta                                                        | Mari Eder, Nastassja Kinnunen, Venla Lehtonen, Suvi Minkkinen                                                                            |
| Frankreich            | 6+6                  | Émilien Claude, Fabien Claude, Quentin Fillon Maillet, Antonin Guigonnat, Émilien Jacquelin, Oscar Lombardot          | Sophie Chauveau, Chloé Chevalier, Anaïs Chevalier-Bouchet, Caroline Colombo, Lou Jeanmonnot, Julia Simon                                 |
| Grönland              | 1                    | | Ukaleq Astri Slettemark |
| Italien               | 4+5                  | Didier Bionaz, Patrick Braunhofer, Tommaso Giacomel, David Zingerle                                                   | Samuela Comola, Rebecca Passler, Federica Sanfilippo, Lisa Vittozzi, Dorothea Wierer                                                     |
| Kroatien              | 2+1                  | Krešimir Crnković, Matija Legović                                                                                     | Anika Kožica |
| Lettland              | 3+3                  | Renārs Birkentāls, Aleksandrs Patrijuks, Andrejs Rastorgujevs                                                         | Baiba Bendika, Sandra Buliņa, Sanita Buliņa                                                                                              |
| Litauen               | 4+2                  | Karol Dombrovski, Maksim Fomin, Tomas Kaukėnas, Vytautas Strolia                                                      | Gabrielė Leščinskaitė, Natalija Kočergina                                                                                                |
| Moldau                | 2+2                  | Pawel Magasejew, Michail Ussow                                                                                        | Alla Ghilenko, Alina Stremous |
| Norwegen              | 6+6                  | Filip Fjeld Andersen, Johannes Thingnes Bø, Tarjei Bø, Vetle Sjåstad Christiansen, Johannes Dale, Sturla Holm Lægreid | Ragnhild Femsteinevik, Emilie Ågheim Kalkenberg, Karoline Offigstad Knotten, Ida Lien, Marte Olsbu Røiseland, Ingrid Landmark Tandrevold |
| Österreich            | 4+5                  | Simon Eder, David Komatz, Felix Leitner, Harald Lemmerer                                                              | Anna Gandler, Lisa Hauser, Julia Schwaiger, Tamara Steiner, Dunja Zdouc                                                                  |
| Polen                 | (4)+4                | Jan Guńka (nur Mixedstaffel), Grzegorz Guzik, Andrzej Nędza-Kubiniec, Marcin Zawół                                    | Joanna Jakieła, Anna Mąka, Natalia Sidorowicz, Kamila Żuk                                                                                |
| Rumänien              | 3+3                  | George Buta, George Colțea, Dmitri Schamajew                                                                          | Anastassija Tolmatschowa, Jelena Tschirkowa, Natalja Uschkina                                                                            |
| Schweden              | 6+6                  | Peppe Femling, Jesper Nelin, Emil Nykvist, Martin Ponsiluoma, Sebastian Samuelsson, Malte Stefansson                  | Mona Brorsson, Anna Magnusson, Stina Nilsson, Elvira Öberg, Linn Persson, Johanna Skottheim                                              |
| Schweiz               | 4+5                  | Jeremy Finello, Niklas Hartweg, Sebastian Stalder, Serafin Wiestner                                                   | Amy Baserga, Aita Gasparin, Elisa Gasparin, Lena Häcki-Groß, Lea Meier                                                                   |
| Slowakei              | 3+3                  | Damián Cesnek, Michal Šíma, Tomáš Sklenárik                                                                           | Paulína Bátovská Fialková, Mária Remeňová, Zuzana Remeňová                                                                               |
| Slowenien             | (6)+(4)              | Alex Cisar, Miha Dovžan, Jakov Fak, Lovro Planko, Rok Tršan (nur Mixedstaffel), Anton Vidmar                          | Polona Klemenčič, Živa Klemenčič, Anamarija Lampič, Kaja Zorč (nur Single-Mixed-Staffel)                                                 |
| Tschechien            | 4+4                  | Michal Krčmář, Jonáš Mareček, Jakub Štvrtecký, Adam Václavík                                                          | Lucie Charvátová, Markéta Davidová, Jessica Jislová, Tereza Voborníková                                                                  |
| Ukraine               | 5+5                  | Anton Dudtschenko, Taras Lessjuk, Ruslan Tkalenko, Artem Tyschtschenko, Bohdan Zymbal                                 | Olena Bilossjuk, Darija Blaschko, Julija Dschyma, Anna Krywonos, Anastassija Merkuschyna                                                 |
| Amerika (2 Nationen)  |                      | | |
| Kanada                | 3+3                  | Christian Gow, Logan Pletz, Adam Runnalls                                                                             | Emma Lunder, Nadia Moser, Benita Peiffer                                                                                                 |
| Vereinigte Staaten    | 4+5                  | Jake Brown, Václav Červenka, Sean Doherty, Paul Schommer                                                              | Kelsey Dickinson, Tara Geraghty-Moats, Chloe Levins, Deedra Irwin, Joanne Reid                                                           |
| Asien (3 Nationen)    |                      | | |
| Japan                 | 1+4                  | Mikito Tachizaki | Hikaru Fukuda, Asuka Hachisuka, Aoi Sato, Fuyuko Tachizaki                                                                               |
| Kasachstan            | (4)+3                | Kirill Bauer, Iwan Darin, Alexander Muchin (nur Single-Mixed-Staffel), Sergei Sirik                                   | Ljudmila Achatowa, Polina Jegorowa, Anastassija Kondratjewa                                                                              |
| Südkorea              | 2+2                  | Choi Du-jin, Timofei Lapschin                                                                                         | Jekaterina Awwakumowa, Ko Eun-jung |
| Ozeanien (2 Nationen) |                      | | |
| Australien            | 1                    | | Darcie Morton |
| Neuseeland            | 1                    | Campbell Wright | |

## Ausgangslage
Als Führende der Gesamtwertung gingen nach den ersten drei Weltcups Johannes Thingnes Bø und Julia Simon an den Start.

Erstmals in der Saison bestritt die Gesamtweltcupsiegerin der Vorsaison Marte Olsbu Røiseland wieder ein Weltcuprennen. Im Gegensatz dazu musste Hanna Öberg aufgrund einer langwierigen Erkältung pausieren, für sie bekam Mona Brorsson ihren ersten Einsatz im Winter.

Im deutschen Team musste Franziska Preuß, ebenfalls aufgrund einer Erkältung, aussetzen, sie wurde durch die im IBU-Cup überzeugende Vanessa Hinz ersetzt. Bei den Österreichern war Patrick Jakob nicht mehr dabei, Simon Eder kam nach seiner Erkrankung wieder zurück. Lukas Hofer fiel weiterhin aus, beim Italiener war die Teilnahme an einem Weltcup in der Saison noch nicht sicher. Ebenfalls fehlte im italienischen Team Daniele Fauner, dafür kam Patrick Braunhofer zurück; Federica Sanfilippo, in der Vorwoche noch bei der Tour de Ski am Start, bestritt im Tausch mit Hannah Auchentaller ihre ersten Weltcuprennen der Saison. Ein Debüt gab es im belgischen Team, die Führende der Junior-Cup-Gesamtwertung Maya Cloetens komplettierte das Aufgebot und damit die belgische Mixedstaffel.

Die kanadische Mannschaft bestritt nur die Staffelbewerbe.

## Ergebnisse
| 4. Weltcup in Pokljuka, 2. bis 8. Januar 2023 | 4. Weltcup in Pokljuka, 2. bis 8. Januar 2023 | 4. Weltcup in Pokljuka, 2. bis 8. Januar 2023                                      | 4. Weltcup in Pokljuka, 2. bis 8. Januar 2023                       | 4. Weltcup in Pokljuka, 2. bis 8. Januar 2023                     |
| --------------------------------------------- | --------------------------------------------- | ---------------------------------------------------------------------------------- | ------------------------------------------------------------------- | ----------------------------------------------------------------- |
| Datum                                         | Disziplin                                     | Erster Platz                                                                       | Zweiter Platz                                                       | Dritter Platz                                                     |
| 5. Januar 2023 (Do.)                          | Sprint (7,5 km)                               | Elvira Öberg                                                                       | Julia Simon                                                         | Dorothea Wierer                                                   |
| 6. Januar 2023 (Fr.)                          | Sprint (10 km)                                | Johannes Thingnes Bø                                                               | Tarjei Bø                                                           | Sturla Holm Lægreid                                               |
| 7. Januar 2023 (Sa.)                          | Verfolgung (10 km)                            | Elvira Öberg                                                                       | Dorothea Wierer                                                     | Julia Simon                                                       |
| 7. Januar 2023 (Sa.)                          | Verfolgung (12,5 km)                          | Johannes Thingnes Bø                                                               | Quentin Fillon Maillet                                              | Tarjei Bø                                                         |
| 8. Januar 2023 (So.)                          | Single-Mixed-Staffel M-W                      | NorwegenVetle Sjåstad Christiansen Ingrid Landmark Tandrevold                      | FrankreichAntonin Guigonnat Lou Jeanmonnot                          | SchweizNiklas Hartweg Amy Baserga                                 |
| 8. Januar 2023 (So.)                          | Mixedstaffel M-W (4 • 7,5 km)                 | FrankreichFabien Claude Quentin Fillon Maillet Anaïs Chevalier-Bouchet Julia Simon | ItalienDidier Bionaz Tommaso Giacomel Dorothea Wierer Lisa Vittozzi | SchwedenJesper Nelin Martin Ponsiluoma Mona Brorsson Elvira Öberg |

## Verlauf

### Sprint

#### Frauen
Start: Donnerstag, 5. Januar 2023, 14:20 Uhr
| Platz | Sportler                   | Zeit        | Schießfehler |
| ----- | -------------------------- | ----------- | ------------ |
| 1     | Elvira Öberg               | 20:25,2 min | 0+0          |
| 2     | Julia Simon                | +6,9        | 0+0          |
| 3     | Dorothea Wierer            | +18,7       | 0+0          |
| 4     | Paulína Bátovská Fialková  | +26,5       | 0+1          |
| 5     | Markéta Davidová           | +28,7       | 0+1          |
| 6     | Denise Herrmann-Wick       | +36,3       | 1+1          |
| 7     | Linn Persson               | +40,1       | 1+0          |
| 8     | Sophie Chauveau            | +42,4       | 0+1          |
| 9     | Ingrid Landmark Tandrevold | +46,0       | 0+1          |
| 10    | Mari Eder                  | +52,2       | 1+0          |
| 10    | Lou Jeanmonnot             | +52,2       | 0+0          |
| 12    | Aita Gasparin              | +55,7       | 0+0          |
| 13    | Lisa Hauser                | +56,3       | 1+0          |
| 14    | Amy Baserga                | +57,7       | 0+0          |
| 0     |                            |             |              |
| 17    | Lena Häcki-Groß            | +1:01,9     | 1+1          |
| 18    | Elisa Gasparin             | +1:03,7     | 0+1          |
| 23    | Vanessa Voigt              | +1:15,1     | 0+0          |
| 24    | Dunja Zdouc                | +1:16,7     | 0+0          |
| 26    | Anna Weidel                | +1:24,2     | 0+0          |
| 26    | Anna Gandler               | +1:24,2     | 0+1          |
| 28    | Tamara Steiner             | +1:29,6     | 0+0          |
| 32    | Lea Meier                  | +1:34,5     | 1+0          |
| 39    | Samuela Comola             | +1:54,7     | 1+1          |
| 43    | Maya Cloetens              | +1:59,2     | 1+1          |
| 44    | Janina Hettich-Walz        | +2:00,9     | 1+2          |
| 47    | Federica Sanfilippo        | +2:03,4     | 2+1          |
| 53    | Lotte Lie                  | +2:21,0     | 2+0          |
| 61    | Sophia Schneider           | +2:34,3     | 2+2          |
| 62    | Julia Schwaiger            | +2:37,0     | 0+2          |
| 65    | Lisa Vittozzi              | +2:43,1     | 4+2          |
| 75    | Rebecca Passler            | +3:41,8     | 3+2          |
| DNS   | Vanessa Hinz               |             |              |

Gemeldet: 98
Nicht am Start: 3
Elvira Öberg gewann ihr zweites Rennen der Saison und distanzierte Simon und Wierer trotz gleicher Schießleistung. Dahinter lief Paulína Bátovská Fialková zu ihrem besten Saisonergebnis, Denise Herrmann-Wick wurde dank der besten Laufzeit Sechste. Erneut in die Top 10 liefen Chauveau und Jeanmonnot, Kamila Żuk und Julija Dschyma erzielten mit den Plätzen 15 und 19 ihr bestes Saisonresultat. Ein starkes Mannschaftsresultat lieferten die Schweizer Frauen ab, die sich mit allen Startern in den Punkterängen klassierten, wovon Amy Baserga und Lea Meier ihre Karrierebestleistung erliefen. Ebendiese gab es auch für Tamara Steiner, Marte Olsbu Røiseland schloss ihren diesjährigen Einstand auf Rang 16 ab. Ein gelungenes Debüt gab es für Maya Cloetens; Ukaleq Slettemark schaffte es erstmals in einen Weltcupverfolger, welchen alle drei gestarteten Sloweninnen verpassten. Vanessa Hinz trat den Sprint aufgrund von Atemwegsproblemen nicht an.

#### Männer
Start: Freitag, 6. Januar 2023, 14:20 Uhr
| Platz | Sportler               | Zeit        | Schießfehler |
| ----- | ---------------------- | ----------- | ------------ |
| 1     | Johannes Thingnes Bø   | 23:55,9 min | 1+0          |
| 2     | Tarjei Bø              | +48,1       | 0+0          |
| 3     | Sturla Holm Lægreid    | +55,6       | 1+0          |
| 4     | Benedikt Doll          | +1:03,3     | 0+1          |
| 5     | Michal Krčmář          | +1:03,9     | 0+0          |
| 6     | Tommaso Giacomel       | +1:09,5     | 0+2          |
| 7     | Timofei Lapschin       | +1:17,3     | 0+0          |
| 8     | Roman Rees             | +1:17,9     | 0+1          |
| 9     | Quentin Fillon Maillet | +1:21,2     | 0+1          |
| 10    | Antonin Guigonnat      | +1:27,7     | 1+0          |
| 0     |                        |             |              |
| 14    | Simon Eder             | +1:34,2     | 0+0          |
| 17    | Niklas Hartweg         | +1:48,4     | 0+1          |
| 19    | Sebastian Stalder      | +1:49,9     | 1+0          |
| 23    | Serafin Wiestner       | +2:07,1     | 1+1          |
| 24    | Didier Bionaz          | +2:07,9     | 0+1          |
| 29    | Philipp Horn           | +2:17,5     | 0+1          |
| 31    | Jeremy Finello         | +2:22,8     | 1+1          |
| 36    | Patrick Braunhofer     | +2:35,7     | 0+0          |
| 41    | Justus Strelow         | +2:41,2     | 0+3          |
| 44    | Johannes Kühn          | +2:43,8     | 2+2          |
| 45    | Felix Leitner          | +2:44,0     | 2+0          |
| 53    | David Zingerle         | +3:06,3     | 0+1          |
| 56    | Harald Lemmerer        | +3:07,4     | 1+2          |
| 74    | David Zobel            | +3:54,4     | 1+2          |
| 75    | Thierry Langer         | +3:54,8     | 3+0          |
| 76    | David Komatz           | +3:56,4     | 2+0          |

Gemeldet: 93
Nicht am Start:  Anton Dudtschenko
Mit vier Sprintsiegen in Folge stellte Johannes Thingnes Bø einen Rekord auf, dahinter stieg sein Bruder Tarjei erstmals in der Saison auf das Podest. Hinter Sturla Holm Lægreid wurde Benedikt Doll als bester Deutscher Vierter, fūr Michal Krčmář gab es das Saisonbestresultat. Ein extrem starkes Rennen absolvierte Tommaso Giacomel, dank der drittbesten Gesamtlaufzeit konnte er zwei Schießfehler kompensieren und nahm zum zweiten Mal an einer Siegerehrung teil. Gute Ergebnisse gab es für Eder, Hartweg, Stalder, Wiestner und Bionaz, die Schweizer Mannschaft schnitt wie auch im Frauensprint vergleichsweise hervorragend ab. Karrierebestleistungen gab es für Emil Nykvist (27.), Jonáš Mareček (33.) und Malte Stefansson (34. Platz). Nach jeweils fünf Schießfehlern verpassten Émilien Jacquelin und Émilien Claude den Verfolger recht deutlich.

### Verfolgung

#### Frauen
Start: Samstag, 7. Januar 2023, 11:30 Uhr
| Platz | Sportler                   | Zeit        | Schießfehler |
| ----- | -------------------------- | ----------- | ------------ |
| 1     | Elvira Öberg               | 29:41,6 min | 0+0+0+0      |
| 2     | Dorothea Wierer            | +17,6       | 0+0+1+0      |
| 3     | Julia Simon                | +22,4       | 0+1+1+0      |
| 4     | Paulína Bátovská Fialková  | +31,0       | 0+0+1+1      |
| 5     | Markéta Davidová           | +34,7       | 1+0+0+0      |
| 6     | Linn Persson               | +36,2       | 0+1+0+0      |
| 7     | Denise Herrmann-Wick       | +37,4       | 0+1+1+0      |
| 8     | Marte Olsbu Røiseland      | +51,0       | 0+1+0+0      |
| 9     | Ingrid Landmark Tandrevold | +1:01,5     | 0+0+0+2      |
| 10    | Lisa Hauser                | +1:01,7     | 0+1+1+0      |
| 0     |                            |             |              |
| 12    | Amy Baserga                | +1:15,1     | 0+0+1+0      |
| 14    | Aita Gasparin              | +1:17,1     | 0+0+0+0      |
| 17    | Elisa Gasparin             | +1:58,6     | 0+0+1+1      |
| 18    | Dunja Zdouc                | +2:04,9     | 0+0+0+0      |
| 19    | Lena Häcki-Groß            | +2:08,8     | 1+1+0+1      |
| 24    | Lea Meier                  | +2:40,2     | 0+0+0+1      |
| 26    | Vanessa Voigt              | +2:48,2     | 0+0+1+1      |
| 27    | Federica Sanfilippo        | +2:51,1     | 1+0+1+0      |
| 31    | Tamara Steiner             | +3:15,1     | 0+0+0+1      |
| 33    | Janina Hettich-Walz        | +3:22,5     | 1+0+0+2      |
| 37    | Anna Gandler               | +3:36,9     | 1+0+0+1      |
| 39    | Samuela Comola             | +3:44,4     | 0+0+1+0      |
| 41    | Lotte Lie                  | +3:56,9     | 1+0+1+0      |
| 42    | Maya Cloetens              | +4:00,0     | 1+0+2+0      |
| DNS   | Anna Weidel                |             |              |

Gemeldet: 60
Nicht am Start: 5
Überrundet:  Johanna Skottheim
Nach dem Sprinterfolg gewann Elvira Öberg auch das Verfolgungsrennen, Wierer und Simon hielten sich ebenfalls auf dem Podest. Auch Bátovská Fialková, Davidová, Persson und Herrmann-Wick blieben in den Top 10, Marte Olsbu Røiseland lief dank der besten Verfolgungszeit unter die besten Zehn. Ein erneut starkes Mannschaftsergebnis lieferten die Schweizer Frauen, von denen Amy Baserga und Lea Meier ihre erneute Karrierebestleistung brachten. Weiterhin erzielte Tereza Voborníková als 21. ihr persönliches Bestergebnis, alle zwanzig Scheiben trafen Elvira Öberg, Aita Gasparin und Dunja Zdouc.

#### Männer
Start: Samstag, 7. Januar 2023, 14:45 Uhr
| Platz | Sportler                   | Zeit        | Schießfehler |
| ----- | -------------------------- | ----------- | ------------ |
| 1     | Johannes Thingnes Bø       | 31:43,2 min | 0+1+1+0      |
| 2     | Quentin Fillon Maillet     | +1:04,9     | 0+0+0+1      |
| 3     | Tarjei Bø                  | +1:06,6     | 0+0+0+1      |
| 4     | Sturla Holm Lægreid        | +1:17,8     | 0+0+2+0      |
| 5     | Tommaso Giacomel           | +1:31,0     | 0+0+0+2      |
| 6     | Vetle Sjåstad Christiansen | +1:48,9     | 1+0+1+0      |
| 7     | Filip Fjeld Andersen       | +1:53,8     | 1+0+0+0      |
| 8     | Johannes Dale              | +2:02,0     | 2+0+0+1      |
| 9     | Timofei Lapschin           | +2:04,1     | 0+2+0+0      |
| 10    | Niklas Hartweg             | +2:12,8     | 0+0+0+0      |
| 11    | Benedikt Doll              | +2:19,7     | 2+0+0+1      |
| 12    | Johannes Kühn              | +2:25,9     | 0+0+0+0      |
| 0     |                            |             |              |
| 14    | Simon Eder                 | +2:32,1     | 0+0+1+0      |
| 15    | Roman Rees                 | +2:37,6     | 0+1+0+2      |
| 18    | Sebastian Stalder          | +2:56,4     | 0+2+0+0      |
| 24    | Didier Bionaz              | +3:25,2     | 1+1+0+0      |
| 25    | Jeremy Finello             | +3:30,2     | 0+1+1+2      |
| 29    | Serafin Wiestner           | +3:59,5     | 0+0+2+1      |
| 32    | Felix Leitner              | +4:15,2     | 0+0+1+0      |
| 36    | Patrick Braunhofer         | +4:31,4     | 1+0+0+0      |
| 49    | Harald Lemmerer            | +5:41,7     | 0+2+0+0      |
| 51    | Justus Strelow             | +5:49,1     | 0+0+2+3      |
| 54    | Philipp Horn               | +5:55,9     | 4+1+0+2      |
| 58    | David Zingerle             | +7:56,7     | 1+0+1+3      |

Gemeldet: 60
Nicht am Start:  Jakub Štvrtecký
Überrundet:  Aleksandrs Patrijuks
Ohne Konkurrenz siegte Johannes Thingnes Bø, dahinter stand Quentin Fillon Maillet erstmals in der Saison auf dem Podest. Alle sechs Norweger platzierten sich unter den besten Acht, unterbrochen nur von Tommaso Giacomel, der beim letzten Schießen durch zwei Fehler ein Podest verpasste. Auch beim vierten Rennen des Weltcups erzielten alle Schweizer Ranglistenpunkte, mit dem zehnten Platz erzielte Niklas Hartweg darunter sein drittbestes Weltcupergebnis. Unerwartet stark präsentierte sich Johannes Kühn, der nach 20 Treffern die beste Verfolgungszeit aufstellte. Persönliche Bestleistungen und Weltcuppunkte gab es für Malte Stefansson (33.) und Oscar Lombardot (38.), alle Scheiben traf neben Hartweg und Kühn nur Alex Cisar. Vergleichsweise schwach präsentierten sich die Schweden, Sebastian Samuelsson kam als bester auf Rang 19 ins Ziel.

### Single-Mixed-Staffel
Start: Sonntag, 8. Januar 2023, 11:45 Uhr
| Platz | Land               | Sportler                                              | Zeit        | Strafrunden + Nachlader             |
| ----- | ------------------ | ----------------------------------------------------- | ----------- | ----------------------------------- |
| 1     | Norwegen           | Vetle Sjåstad Christiansen Ingrid Landmark Tandrevold | 38:54,1 min | 0+0 0+2 / 0+0 0+2 0+0 0+1 / 0+0 0+0 |
| 2     | Frankreich         | Antonin Guigonnat Lou Jeanmonnot                      | +41,0       | 0+1 0+2 / 0+0 0+1 0+1 0+0 / 0+0 0+1 |
| 3     | Schweiz            | Niklas Hartweg Amy Baserga                            | +49,6       | 0+2 0+1 / 0+0 0+3 0+1 0+1 / 0+0 0+0 |
| 4     | Finnland           | Tuomas Harjula Suvi Minkkinen                         | +1:33,3     | 0+1 0+3 / 0+1 0+0 0+0 0+2 / 0+0 0+1 |
| 5     | Österreich         | Simon Eder Lisa Hauser                                | +1:45,9     | 0+0 0+2 / 0+2 0+1 0+0 0+3 / 0+1 0+1 |
| 6     | Vereinigte Staaten | Paul Schommer Deedra Irwin                            | +2:01,4     | 0+0 0+3 / 0+0 0+1 0+0 0+1 / 0+1 2+3 |
| 7     | Ukraine            | Artem Tyschtschenko Anastassija Merkuschyna           | +2:14,1     | 0+1 1+3 / 0+0 0+1 0+1 0+2 / 0+0 0+1 |
| 8     | Japan              | Mikito Tachizaki Fuyuko Tachizaki                     | +2:14,5     | 0+1 0+0 / 0+3 0+2 0+2 0+0 / 0+1 0+1 |
| 9     | Moldau             | Michail Ussow Alina Stremous                          | +2:18,7     | 0+2 0+2 / 0+0 0+2 0+0 0+0 / 0+2 0+0 |
| 10    | Schweden           | Sebastian Samuelsson Anna Magnusson                   | +2:19,0     | 0+1 0+3 / 0+1 3+3 0+0 0+2 / 0+2 0+1 |
| 11    | Italien            | Patrick Braunhofer Rebecca Passler                    | +2:28,9     | 0+2 0+1 / 0+2 0+0 0+0 0+0 / 0+1 0+0 |
| 0     |                    |                                                       |             |                                     |
| 13    | Deutschland        | Justus Strelow Janina Hettich-Walz                    | +3:06,6     | 0+0 0+2 / 0+0 0+2 0+0 1+3 / 0+2 0+0 |

Gemeldet: 25 Staffeln
Nicht am Start:  Lettland
Überrundet: 2
Auch die Single-Mixed-Staffel dominierten die Norweger, mit der besten Schießleistung aller Teams setzten sie sich um gut 40 Sekunden vor Frankreich und der Schweiz ab. Für die drittplatzierten Hartweg und Baserga war das Ergebnis das erste Single-Mixed-Podest und das zweite Mixedstaffelpodest in der Schweizer Historie. Das beste Mixedergebnis der Geschichte gab es auch für das finnische, das japanische und das moldawische Team, während Italien und Deutschland vor allem aufgrund fehlender Laufstärke die Top 10 verpassten. Auch die Schweden enttäuschten auf ganzer Linie.

### Mixedstaffel
Start: Sonntag, 8. Januar 2023, 14:25 Uhr
| Platz | Land        | Sportler                                                                            | Zeit        | Strafrunden + Nachlader         |
| ----- | ----------- | ----------------------------------------------------------------------------------- | ----------- | ------------------------------- |
| 1     | Frankreich  | Fabien Claude Quentin Fillon Maillet Anaïs Chevalier-Bouchet Julia Simon            | 1:19:48,9 h | 0+1 0+0 1+3 0+1 0+1 0+0 0+0 0+1 |
| 2     | Italien     | Didier Bionaz Tommaso Giacomel Dorothea Wierer Lisa Vittozzi                        | +24,6       | 0+1 0+1 0+0 0+2 0+2 0+0 0+0 0+1 |
| 3     | Schweden    | Jesper Nelin Martin Ponsiluoma Mona Brorsson Elvira Öberg                           | +47,2       | 0+0 0+0 1+3 0+1 0+0 0+1 0+0 0+0 |
| 4     | Schweiz     | Sebastian Stalder Jeremy Finello Aita Gasparin Lena Häcki-Groß                      | +1:09,3     | 0+1 0+1 0+2 0+3 0+0 0+2 0+3 0+1 |
| 5     | Deutschland | Roman Rees Benedikt Doll Sophia Schneider Denise Herrmann-Wick                      | +1:09,9     | 0+2 0+1 0+2 0+2 2+3 0+0 0+0 0+1 |
| 6     | Norwegen    | Filip Fjeld Andersen Johannes Dale Karoline Offigstad Knotten Ragnhild Femsteinevik | +1:41,2     | 0+0 0+3 0+0 1+3 0+2 0+2 0+1 0+1 |
| 7     | Tschechien  | Jonáš Mareček Michal Krčmář Tereza Voborníková Markéta Davidová                     | +2:12,3     | 0+2 0+0 0+1 0+2 0+0 0+1 0+2 0+0 |
| 8     | Polen       | Jan Guńka Marcin Zawoł Kamila Żuk Joanna Jakieła                                    | +3:23,1     | 0+1 0+1 0+1 0+0 0+0 0+1         |
| 9     | Österreich  | Harald Lemmerer Felix Leitner Dunja Zdouc Tamara Steiner                            | +4:07,1     | 0+1 0+0 0+0 0+3 0+1 0+0 0+0 0+2 |
| 10    | Belgien     | Florent Claude Thierry Langer Maya Cloetens Lotte Lie                               | +4:12,1     | 0+0 0+0 0+1 0+1 0+0 0+0         |

Gemeldet: 24 Staffeln
Überrundet: 2
Durch einen extrem dominanten Start durch Fabien Claude gewann die französische Mannschaft die erste Mixedstaffel der Saison. Italien, durch Tommaso Giacomel zwischenzeitlich in Führung liegend, kam auf Rang zwei ins Ziel, während die schwedische Staffel das Feld von hinten aufrollte und das Podest vervollständigte. Eine abermals starke Leistung lieferten die Schweizer ab, Lena Häcki-Groß besiegte Denise Herrmann-Wick im Zielsprint. Für das Team Polens war der achte Platz das beste Mixedergebnis seit über zehn Jahren. Die belgische Staffel, anfangs auf Rang 2 gelegen, fiel durch einen schweren Sturz Thierry Langers inklusive benötigter Ersatzwaffe auf Position 21 zurück, kam aber durch starke Leistungen von Cloetens und Lie unter die besten Zehn.

## Auswirkungen
| Rang | Name                       | Punkte | Siege | Verän- derung |
| ---- | -------------------------- | ------ | ----- | ------------- |
| 1    | Johannes Thingnes Bø       | 779    | 7     |               |
| 2    | Sturla Holm Lægreid        | 675    | 1     |               |
| 3    | Quentin Fillon Maillet     | 377    | 0     |               |
| 4    | Vetle Sjåstad Christiansen | 353    | 0     |               |
| 5    | Johannes Dale              | 337    | 1     |               |
| 6    | Benedikt Doll              | 329    | 0     |               |
| 7    | Filip Fjeld Andersen       | 320    | 0     |               |
| 8    | Émilien Jacquelin          | 319    | 0     |               |
| 9    | Martin Ponsiluoma          | 314    | 1     |               |
| 10   | Tarjei Bø                  | 310    | 0     |               |

| Rang | Name                       | Punkte | Siege | Verän- derung |
| ---- | -------------------------- | ------ | ----- | ------------- |
| 1    | Julia Simon                | 606    | 2     |               |
| 2    | Elvira Öberg               | 575    | 3     |               |
| 3    | Denise Herrmann-Wick       | 432    | 1     |               |
| 4    | Ingrid Landmark Tandrevold | 413    | 0     |               |
| 5    | Dorothea Wierer            | 411    | 0     |               |
| 6    | Linn Persson               | 404    | 0     |               |
| 7    | Markéta Davidová           | 383    | 0     |               |
| 8    | Lisa Hauser                | 379    | 2     |               |
| 9    | Lisa Vittozzi              | 373    | 0     |               |
| 10   | Hanna Öberg                | 280    | 1     |               |

## Debütanten
Folgende Athleten nahmen zum ersten Mal an einem Biathlon-Weltcup teil. Dabei kann es sich sowohl um Individualrennen, als auch um Staffelrennen handeln.
| Männer         | Frauen        |
| -------------- | ------------- |
| Tuudor Palm    | Maya Cloetens |
| Logan Pletz    | Aoi Sato      |
| Kirill Bauer   |               |
| Iwan Darin     |               |
| Matija Legović |               |
| Damián Cesnek  |               |